# Сумароков, Владимир Михайлович
Владимир Михайлович Сумароков (1881, пос. Верх-Исетский завод, Пермская губерния — 4 августа 1921 года, Пермь) — статистик, политический деятель, член Всероссийского учредительного собрания от партии кадетов.

## Биография
Сын священника.
В июне 1899 года окончил Екатеринбургское реальное училище. С 1905 находился под полицейским надзором. В декабре 1906 года окончил Петербургский технологическом институт с дипломом инженера–технолога. В мае 1907 года поступил служить в Екатеринбургскую уездную земскую управу заведующим оценочным отделом. В 1908 году был привлечён по делу народно-социалистической партии, но скрылся. Затем был выслан за границу.
С 1 ноября 1910 года служил в Пермской губернской земской управе заведующим оценочно-статистическим отделом. Находился в этой должности до 1918 года.
С 1917 года активный член партии кадетов.
- С 19 марта 1917 года – член бюро Пермского губернского Крестьянского союза,
- С 29 марта 1917 года – гласный Пермской городской Думы и член Пермского губернского продовольственного комитета,
- С 18 апреля 1917 – член Исполнительного Комитета Крестьянского союза Пермского уезда.

В ноябре 1917 года избран во Всероссийское учредительное собрание в Пермском избирательном округе по списку № 5 (кадеты). Также был членом Организационного Комитета Пермского губернского Крестьянского съезда и заместителем председателя Пермского губернского продовольственного комитета.
В декабре 1918 г. переехал в город Вятку.
До марта 1921 года являлся заведующим Пермского губернского статистического бюро. Известен как лектор по политэкономии и экономической географии.

## Произведения
- Очерк кустарных промыслов Пермского уезда Пермской губернии. Пермь, 1913.
- Описание Пермской губернии по данным переписи 1920 г. (незавершенный труд).